# Weihbischof

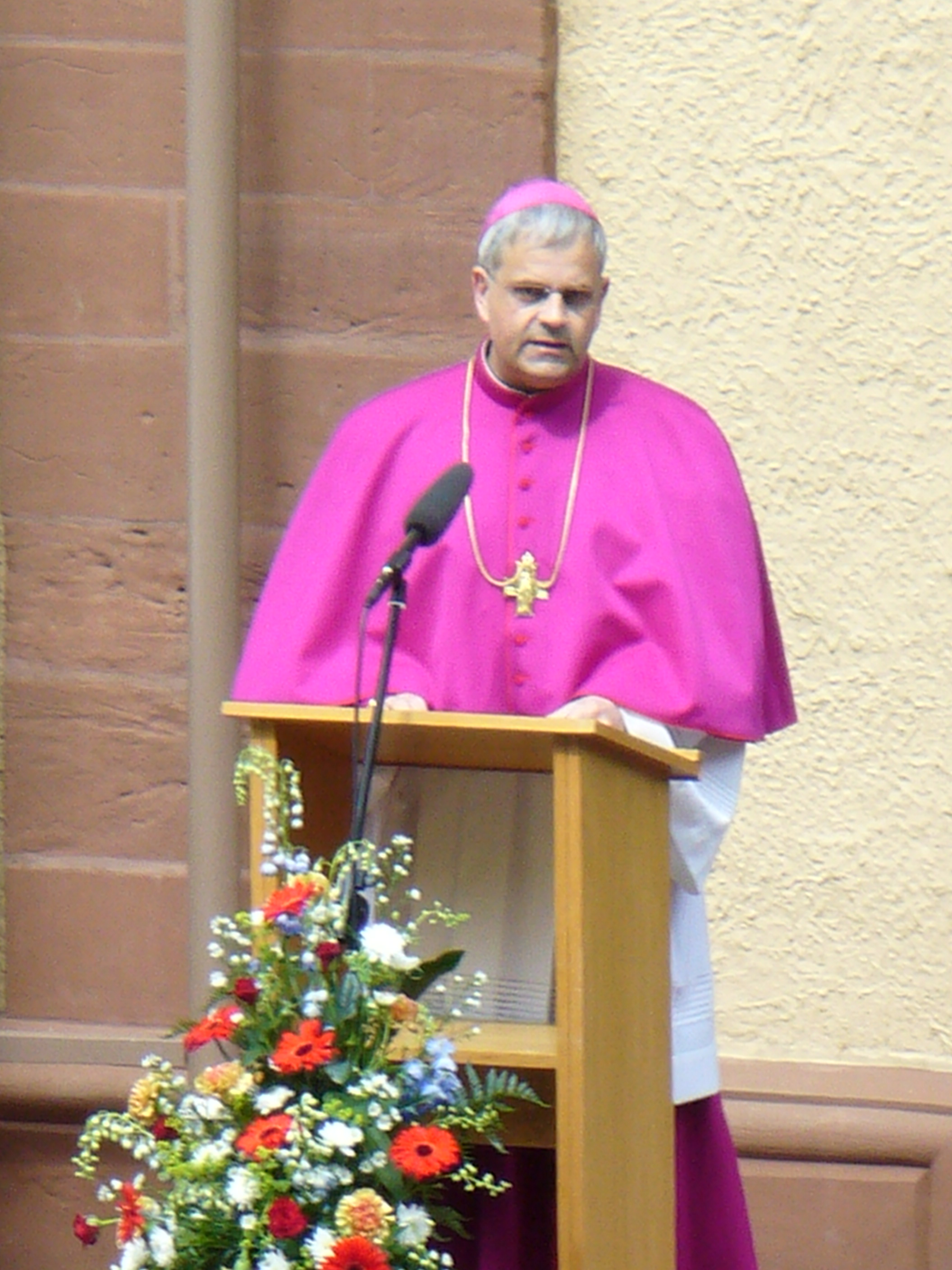
Weihbischof Reinhard Hauke (Erfurt) in Chorkleidung

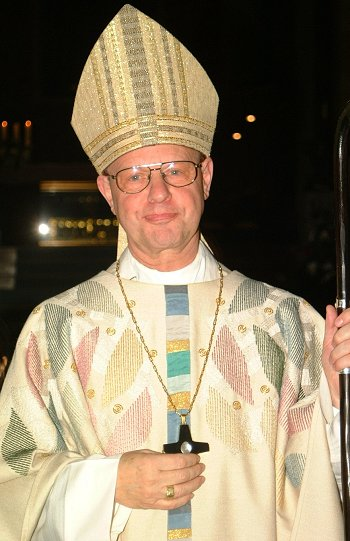
Weihbischof Hans-Georg Koitz (Hildesheim) in Pontifikalien

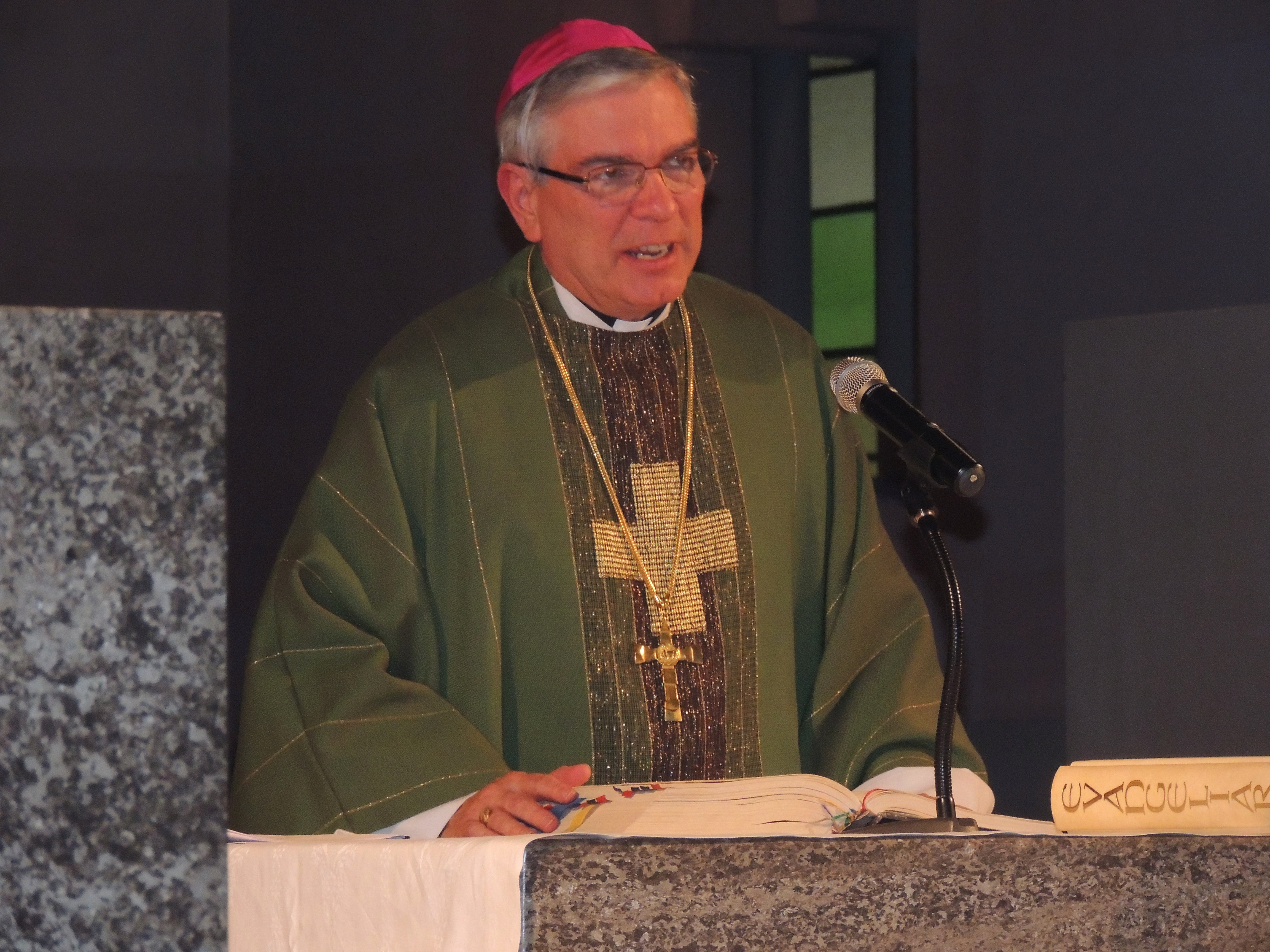
Weihbischof Thomas Löhr (Limburg)

Weihbischof ist die im deutschsprachigen Raum übliche Bezeichnung für das in vielen katholischen Diözesen vorhandene Amt des Auxiliarbischofs (von lateinisch episcopus auxiliaris ‚Hilfsbischof‘).

## Geschichte
Bischöfe, deren Diözesangebiet von nichtchristlichen Herrschern erobert worden waren und die ihren Bischofssitz verlassen mussten,  behielten ihren Titel bei. Diese Bischöfe suchten Zuflucht bei einem Bischof in einem katholischen Gebiet, der sie dann häufig als Stellvertreter einsetzte. Weihbischöfe als Stellvertreter des Diözesanbischofs etablierten sich seit dem Konzil von Vienne (1311/12). Man weihte sie auf Titularbistümer, die nicht mehr im katholischen Einflussgebiet waren. Seit dem 16. Jahrhundert nannte man diese Bistümer in partibus infidelium („in Gebieten der Ungläubigen“). Ferner mussten einem Bischof, dem – was im Mittelalter nicht unüblich war – die kirchlichen Weihen fehlten, für die Vornahme von Weihehandlungen Weihbischöfe zugeordnet werden.

## Sakramentaler Status
Ein Weihbischof ist dem Weihegrad nach ein Bischof. Er leitet jedoch keine Diözese, sondern ist einem Diözesanbischof als Helfer bei den bischöflichen Funktionen zugeordnet. Da das Bischofsamt theologisch auf die Leitung einer Teilkirche bezogen ist, wird der Auxiliarbischof auf den Titel eines untergegangenen Bistums geweiht (Titularbischof).

## Dienst
Weihbischöfe gibt es in Diözesen, in denen wegen ihrer personellen oder geografischen Größe die spezifisch bischöflichen Aufgaben nicht vom Diözesanbischof allein erfüllt werden können.
Der Weihbischof vertritt ihn vor allem in den Weihehandlungen (Kirchweihe, Diakonenweihe) und bei der Spendung des Firmsakraments. Als Visitator nimmt er auch am oberhirtlichen Dienst teil.
Vertreter des residierenden Bischofs auf dem Gebiet der Verwaltung und Jurisdiktion ist der Generalvikar. Häufig werden Weihbischöfe jedoch vom Diözesanbischof auch zu Bischofsvikaren mit umschriebenem Aufgabenbereich ernannt; gelegentlich werden sie auch in das Amt des Generalvikars berufen.
Eine Besonderheit ist die Möglichkeit der Ernennung eines Weihbischofs zur Kontrolle eines Bischofs, der nicht einfach seines Amtes enthoben werden kann. Im Kanon 403, Paragraf 2 steht dazu: „Bei Vorliegen schwerwiegenderer Umstände, auch persönlicher Art, kann dem Diözesanbischof ein Auxiliarbischof gegeben werden, der mit besonderen Befugnissen ausgestattet ist.“
Weihbischöfe sind Mitglieder der nationalen oder regionalen Bischofskonferenz. Das Zweite Vatikanische Konzil bestimmte in seinem Dekret Christus Dominus über die Hirtenaufgabe der Bischöfe, dass Weihbischöfe an einem allgemeinen Konzil teilnehmen können. Der CIC präzisierte dann 1983, dass sie als Glieder des Bischofskollegiums dort auch Stimmrecht besitzen.
Gleich einem Diözesanbischof reicht ein Weihbischof mit Vollendung seines 75. Lebensjahres seinen Rücktritt ein, der meist angenommen wird. Anders als ein Diözesanbischof wird er nicht zum emeritierten Bischof seiner ehemaligen Diözese ernannt, sondern behält seinen Titularbischofssitz bei. Dieser wird erst nach seinem Tod wiederbesetzt.
Die Anzahl der Weihbischöfe richtet sich nach der Größe und dem Bedarf der Diözese und wird durch den Diözesanbischof im Einvernehmen mit dem apostolischen Stuhl festgelegt. Für die deutschen Erzdiözesen Köln und Paderborn sowie die Diözesen Trier, Münster und Aachen ist gemäß dem Preußenkonkordat (Art. 2 Abs. 10) zumindest je ein Weihbischof vorgesehen.

## Insignien
Wie alle katholischen Bischöfe tragen die Weihbischöfe als Chorkleidung eine violette Soutane und eine violette Mozetta, auf dieser ein Brustkreuz und an der Hand einen Bischofsring. Bei der Leitung einer Bischofsmesse bedienen sie sich der Pontifikalien Mitra, Bischofsstab und Pektorale.
Vor der Liturgiereform bediente sich ein Weihbischof in der Kathedrale in der Regel eines Faldistorium und nicht der Kathedra. Das Sitzen auf der Kathedra steht (von Ausnahmen abgesehen) ausschließlich dem Diözesanbischof zu, nicht aber einem Weihbischof. 

## Titulatur
Um den als Weihbischof in einer Diözese wirkenden Titularbischof vom Diözesanbischof zu unterscheiden, heißt es: N.N., Weihbischof in [Name der Diözese, in der er als Weihbischof eingesetzt ist] und Bischof von [Name des Titularbistums]. Im alltäglichen Gebrauch ist die Funktionsbeschreibung, also in diesem Fall Weihbischof, die üblichere Bezeichnung. 

### Zum rechtlichen und sakramentalen Status
- Codex Iuris Canonici (1983), can. 403–411
- Norbert Ruf: Das Recht der katholischen Kirche. Freiburg 1989, S. 122 f.

### Zur Geschichte
- Adolf Adam, Rupert Berger: Pastoral-liturgisches Handlexikon. 5. Auflage. Freiburg 1990, S. 67
- Michael F. Feldkamp: Warum entstanden aus den im Konfessionellen Zeitalter säkularisierten deutschen Bistümern keine Titularbistümer? Beobachtungen zur Entwicklung des Rechtsinstituts des Titularbischofs. In: Andreas Gottsmann, Pierantonio Piatti, Andreas E. Rehberg (Hrsg.): Incorrupta monumenta ecclesiam defendunt. Studi offerti a mons. Sergio Pagano, prefetto dell’archivio segreto vaticano. 1: La Chiesa nella storia. Religione, cultura, costume (= Collectanea Archivi Vaticani. 106). Band 1. Archivio Segreto Vaticano, Citta del Vaticano 2018, ISBN 978-88-98638-08-6, S. 589–606.